# Прунето (Латина)
Прунето је насеље у Италији у округу Латина, региону Лацио.
Према процени из 2011. у насељу је живело 118 становника. Насеље се налази на надморској висини од 40 м.